# Joëlle Beaucamp
Joëlle Beaucamp, né le 18 mai 1947, est une historienne française. Directrice de recherche au CNRS depuis 1995, elle se spécialise dans l'étude de l'Empire byzantin.

## Biographie
En 1987, elle obtient un doctorat en histoire sur le statut des femmes dans l’Empire byzantin des IVe et VIIe siècles,, sous la direction de Hélène Ahrweiler.
Depuis 2013, elle est « directrice de recherche émérite au CNRS ».

## Publications
Beaucamp a mis en ligne en 2012 une liste de ses travaux publiés, dont ces livres :
- thèse doctorale sur le statut des femmes dans l’Empire byzantin des IVe et VIIe siècles ; elle a été publiée en deux volumes, en 1990 et 1992.
- Femmes, patrimoines, normes à Byzance, Paris, 2010. (Association des amis du Centre d’histoire et civilisation de Byzance, Bilans de recherche n° 6), XLIX + 557 pages.
- Le Martyre de saint Aréthas et de ses compagnons (BHG 166), édition critique par Marina Detoraki, traduction de Joëlle Beaucamp, Paris 2007 (Centre de recherche d’histoire et civilisation de Byzance, Monographies 27).
- Le statut de la femme à Byzance (IVe – VIIe siècle), t. 2 : Les pratiques sociales, Paris 1992, pp. XXXII+493 (Travaux et mémoires du centre de recherche d’histoire et civilisation de Byzance, Collège de France, Monographies 6), XXXII + 493 pages.
- Le statut de la femme à Byzance (IVe – VIIe siècle), t. 1 : Le droit impérial, Paris, 1990 (Travaux et Mémoires du Centre de recherche d'histoire et civilisation de Byzance, Collège de France, Monographies 5), L + 374 pages.